# Alexandrovca (Naddniestrze)
Alexandrovca (ros. Александровка, Aleksandrowka; ukr. Олександрівка, Ołeksandriwka) – wieś w Mołdawii, w Naddniestrzu, w rejonie Kamionka, nad Dniestrem. W 2004 roku liczyła 214 mieszkańców.
Miejscowość została założona w połowie XIX wieku.